# Mad Max (datorspel, 1990)
Mad Max  är ett post-apokalyptiskt actionspel från 1990, utvecklat av Gray Matter och publicerat av Mindscape till plattformen Nintendo Entertainment System (NES). Spelet är baserat på filmen The Road Warrior från 1981, och är en remake av spelet Road Raider från 1988.